# Gorman, Texas
Gorman là một thành phố thuộc quận Eastland, tiểu bang Texas, Hoa Kỳ. Năm 2010, dân số của xã này là 1083 người.

## Dân số
- Dân số năm 2000: 1236 người.
- Dân số năm 2010: 1083 người.